# メードヴィン反乱
メードヴィン反乱（ウクライナ語: Медвинське повстання）は、1920年から1921年にかけて、ウクライナのキエフ州メードヴィンを中心としたウクライナ人の農民による反ボリシェヴィキ蜂起である。1920年の夏に農民は、ボリシェヴィキが行った戦時共産主義政策とロシア化政策に反発し、メードヴィンとその周辺の村々に滞在する数人のボリシェヴィキ関係者を殺害し、メードヴィン共和国を宣言した。同年10月に赤軍はメードヴィンを鎮圧して数百人の農民を処刑したが、農民の残党はゲリラ戦を展開して1921年末までに抵抗しつづけた。